# 모비포켓
모비포켓(Mobipocket) SA는 2000년 3월에 설립된 프랑스 회사로, 전자책 파일 형식 {\displaystyle .mobi}을 만들고 휴대 전화 , 개인용 정보 단말기 (PDA) 및 데스크탑 운영 체제 용 모비포켓 리더(Mobipocket Reader) 소프트웨어를 생산했다. {\displaystyle .mobi}는 이 모비포켓의 파일포맷이며, 아마존이 모비포켓을 소유한 이래로 킨들(Kindle)의 전자책 파일포맷이다.
모비포켓 소프트웨어 패키지는 무료이며 PDA, 스마트 폰, 휴대폰, e-Reader Kindle 및 iLiad를 위한 다양한 게시 및 읽기 도구와 Symbian, Windows, Palm OS, 자바 ME 및 Psion을 사용하는 장치의 응용 프로그램으로 사용된다.
2016년 10월 31일에 아마존은 모비포켓 웹사이트와 서버를 영구적으로 종료했다.

## 같이 보기
- EPUB